# Бутун Кыргызстан
«Единый Кыргызстан» (кирг. Бүтүн Кыргызстан, также «Бутун Кыргызстан») — политическая партия Кыргызстана националистического толка, основанная в 2006 году. Партию возглавляет Адахан Мадумаров, который  баллотировался в президенты Кыргызстана в 2011, 2017 и 2021 годах заняв второе и третье места соответственно. Партия придерживается правой этнической националистической идеологии и поддерживает президентскую систему правления.

## История
Изначально политическая партия создавалась для поддержки кыргызских рабочих-мигрантов в России. «Единый Кыргызстан» получил свои первые места в парламенте на выборах 2020 года, которые впрочем сама партия не признала, а после акций протеста результаты голосования были признаны недействительными. После выборов «Единый Кыргызстан» вошёл в Координационный совет оппозиции Кыргызстана.